# Алисте
Алѝсте (на италиански: Alliste, на местен диалект Caddhrìste, Кадристе) е градче и община в Южна Италия, провинция Лече, регион Пулия. Разположено е на 54 m надморска височина. Населението на общината е 6657 души (към 2011 г.).